# François Saint-Macary

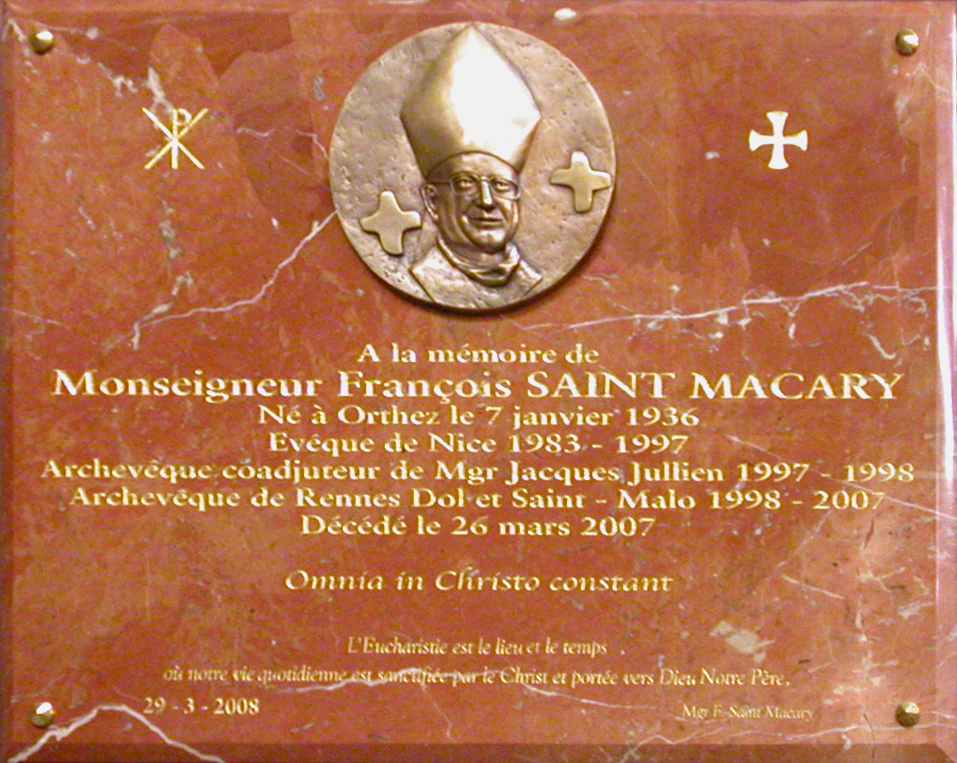
Gedenktafel in der Kathedrale von Rennes.

François de Sales Marie Adrien Saint-Macary (* 7. Januar 1936 in Orthez, Département Pyrénées-Atlantiques, Frankreich; † 26. März 2007 in Saint-Grégoire, Département Ille-et-Vilaine) war Erzbischof von Rennes.
Saint-Macary empfing am 12. Juni 1960 die Priesterweihe. 1983 wurde er von Papst Johannes Paul II. zum Koadjutorbischof des Bistums Nizza und in Nachfolge von Jean-Julien-Robert Mouisset zum Bischof von Nizza ernannt; die Bischofsweihe spendete ihm Jean-Paul-Marie Vincent. 1997 wurde er zunächst Koadjutorerzbischof von Rennes. In Nachfolge des am 1. September 1998 zurückgetretenen Jacques Jullien war er bis zu seinem Tod 2007 Erzbischof von Rennes.